# آسیاب‌آبی گزکی
آسیاب آبی گزکی مربوط به دوره قاجار است و در شهرستان دشتی خور موج، شرق شهر واقع شده و این اثر در تاریخ ۹ اردیبهشت ۱۳۸۲ با شمارهٔ ثبت ۸۴۰۰ به‌عنوان یکی از آثار ملی ایران به ثبت رسیده است.